# Terrasses d'arròs de les serralades filipines
Les terrasses d'arròs de les serralades filipines són cinc conjunts d'arròs en terrassa a la província d' Ifugao a les Filipines: el de Batad i el de Bangaan (tots dos a Banaue), el de Mayoyao (en Mayoyao), el de Hungduan (en Hungduan) i el de Nagacadan (en Kiangan). Construïdes 2.000 ans i transmeses de generació en generació, aquestes terrasses han assolit altituds més elevades i es construeixen en pendents més pronunciades que la majoria d'altres bancals d'arròs. Aquest conjunt està fet de parets de pedra o fang.
És el resultat de delicades talles al llarg dels contorns naturals de turons i muntanyes, formant camps d'estanys en terrassa. La producció d'aquests arrossars està assegurada per un elaborat sistema de reg, la recollida d'aigua que flueix dels arbres més alts i tècniques agrícoles eficients. Les proves arqueològiques mostren que aquestes tècniques s'utilitzen com a tals durant més de 2.000 ans. Les terrasses d'arròs de les serralades filipines figuren a la llista del Patrimoni Mundial de la UNESCO des de 1995.

## Geografia
Les terrasses d'arròs d'Ifugao assoleixen una altitud més alta i es van construir en pendents més pronunciades que moltes altres terrasses. El complex Ifugao de parets de pedra o fang i l'acurada talla dels contorns naturals de turons i muntanyes per fer camps d'estanys en terrassa, juntament amb el desenvolupament de sistemes de reg complexos, la recollida d'aigua dels boscos dels cims de les muntanyes i un sistema agrícola elaborat.
Les terrasses d'arròs d'Ifugao il·lustren la notable capacitat de la cultura humana per adaptar-se a les noves pressions socials i climàtiques, així com per implementar i desenvolupar noves idees i tecnologies. Tot i que la UNESCO està catalogat com a lloc del Patrimoni de la Humanitat que es creu que té més de 2.000 anys, estudis recents del Projecte Arqueològic Ifugao informen que en realitat es van construir amb contacte espanyol fa uns 400 anys.

## Història
Les terrasses d'arròs de les serralades són un dels pocs monuments de les Filipines que no mostren cap evidència d'haver estat influenciats per les cultures colonials. A causa del terreny difícil, les tribus de la Serralada es troben entre els pocs pobles de les Filipines que han resistit amb èxit a qualsevol dominació estrangera i han conservat la seva autèntica cultura tribal. La història de les terrasses s'entrellaça amb la de la seva gent, la seva cultura i les seves pràctiques tradicionals.
A part de les fortaleses de pedra idjang de l'Ivatan dels Batanes, les terrasses, que s'estenen per cinc províncies actuals, són l'única altra forma de construcció de pedra supervivent del període precolonial. Només Filipines entre les cultures del sud-est asiàtic es basa en gran part en la fusta: a diferència de Cambodja, Indonèsia o Tailàndia, per exemple, a les Filipines, tant els edificis domèstics com les estructures rituals com els temples i els santuaris eren construïts amb fusta, una tradició. que ha sobreviscut als llogarets terrassa.
Es creu que a les serralades es va iniciar fa menys de mil anys com a cultiu de taro. És una prova d'un alt nivell de coneixements d'enginyeria estructural i hidràulica per part dels constructors Ifugao. Els coneixements i pràctiques, recolzats en rituals, implicats en el manteniment de les terrasses es transmeten oralment de generació en generació, sense registres escrits. Més tard, el taro va ser substituït per l'arròs al voltant de l'any 1600 dC, que és el cultiu predominant actualment.

## Tècniques de datació
Per entendre la prehistòria filipina i els patrons del sud-est asiàtic, és fonamental per als antropòlegs i els estudiosos del sud-est asiàtic datar les terrasses. És notòriament difícil datar les terrasses de camp. Un mètode important és l'ús del model bayesià, que aplica la datació per radiocarboni als camps d'arròs escalonats al nord de Filipines. Els arqueòlegs prediuen que aquests bancals van ser construïts durant el segle XVI per individus que emigraven terra endins i terra amunt dels espanyols. Les tècniques de datació relativa s'han desenvolupat recentment per ser mètodes de datació radiomètrica, que s'han tornat fàcilment accessibles. A causa de la "superposició estratigràfica" i la datació 14C, hi ha hagut un inconvenient per a la interpretació arbitrària: la informació calibrada que es va recollir a través dels resultats de laboratori pot no trobar acord amb l'incident arqueològic que s'està datant. El modelatge bayesià és beneficiós a l'hora de datar les terrasses d'arròs perquè quan es daten les terrasses agrícoles és essencial conèixer les capes i les mescles caòtiques dels materials, i el modelatge bayesià té la capacitat de restaurar una varietat d'informació cronològica. Segons Stephen Acabado, "L'enfocament bayesià comença amb el que se sap sobre l'ordre de deposició relatiu de les dues capes i després modifica aquest coneixement a la llum de la informació de datació del segle XIV". El mètode de datació del s. XIV s'utilitza per donar un període aproximat de la construcció i ús dels murs de la terrassa.

## Conservació
Les terrasses d'arròs de les serralades filipines van ser nomenada Patrimoni de la Humanitat pel Centre del Patrimoni Mundial de la UNESCO l'any 1995. Ha superat els estàndards de la UNESCO a causa de la barreja de l'entorn físic, sociocultural, econòmic, religiós i polític com a paisatge cultural viu. L'any 2000, el lloc va ser inscrit com un dels llocs culturals més amenaçats del món pel World Monuments Fund, però es va retirar el 2001.
Les terrasses d'arròs d'Ifugao també han estat inscrites a la Llista del Patrimoni Mundial en Perill l'any 2001, ja que els perills de la desforestació i el canvi climàtic amenacen de destruir les terrasses. Un altre factor que contribueix és la globalització, on les generacions més joves dels Ifugaos han tingut recentment l'oportunitat d'accedir als mitjans de comunicació i a l'educació, la majoria dels Ifugaos més joves han optat per venir a la capital per treballar en comptes de la tradició agrícola tradicional. Filipines va buscar la llista de perill com una manera d'augmentar el suport i la cooperació nacionals i internacionals en la preservació del lloc patrimonial. El crític WS Logan va descriure la fugida dels locals de la terra com un exemple de designacions patrimonials creades per buròcrates i responsables polítics més que per comunitats locals.
Les terrasses d'arròs van ser catalogades com un dels monuments més amenaçats del món pel World Monuments Fund al World Monuments Watch de 2010, juntament amb l'església de Santa Maria i l'església de Sant Sebastià. Tots els llocs van ser retirats de la llista el 2011 després de l'aprovació de la Llei del Patrimoni Cultural Nacional.
L'any 2012, la UNESCO va retirar les terrasses d'arròs de la llista de llocs en perill en reconeixement de l'èxit de Filipines en la millora de la seva conservació.

## Referències

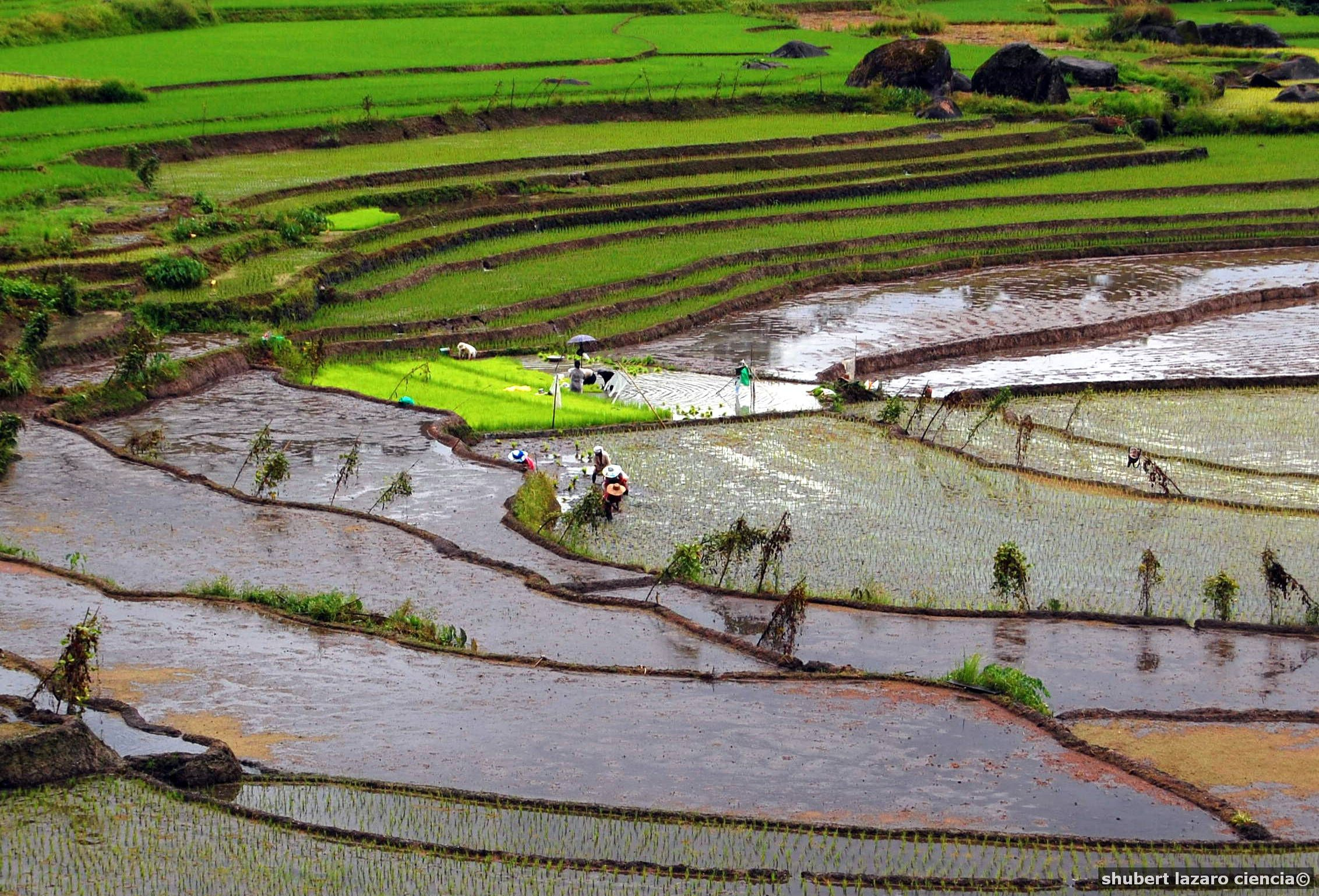
Terrasses d'arròs de Nagacadan

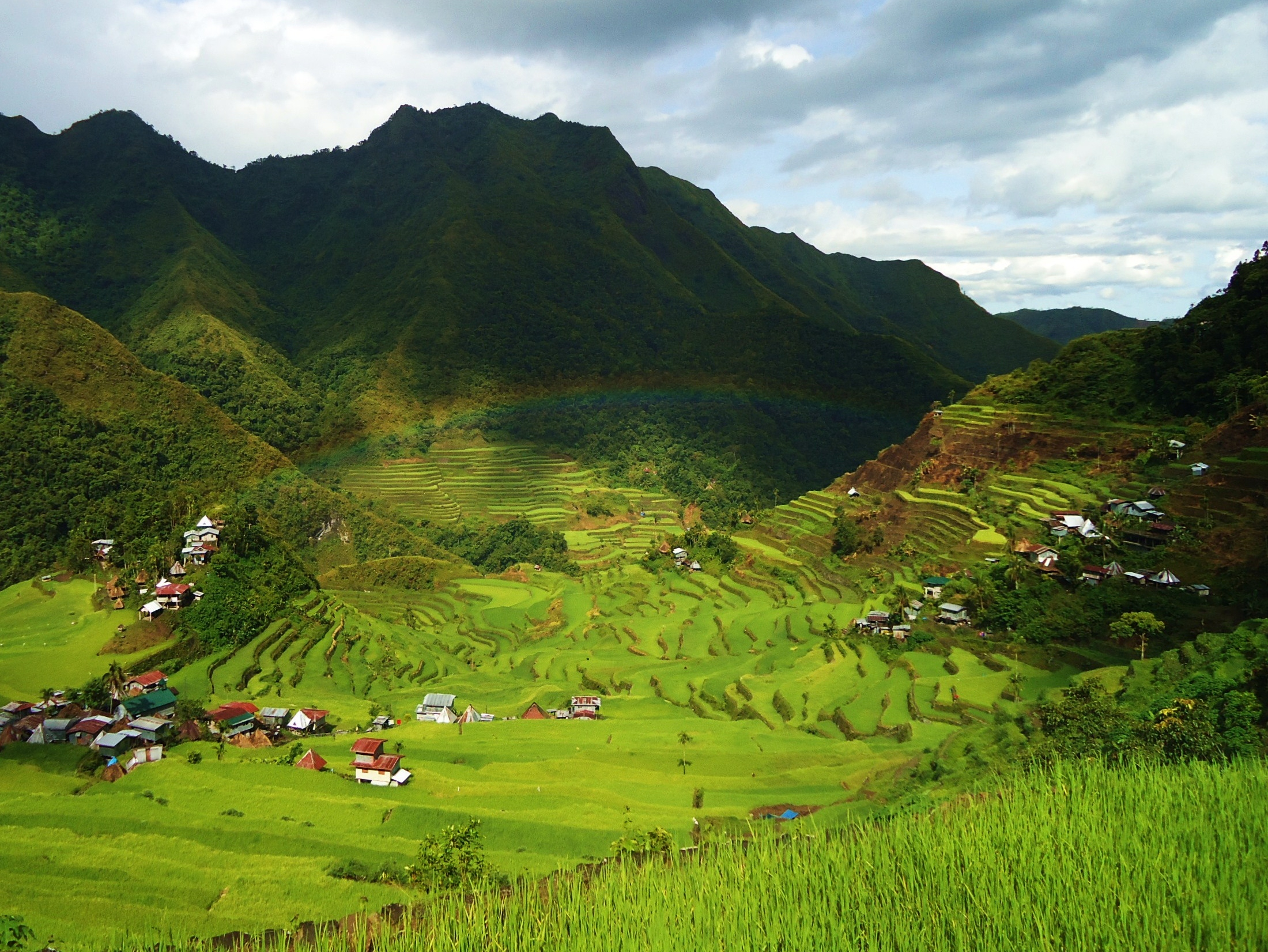
Terrasses d'arròs de Batad